# Gary Miller (politico)
Gary Gene Miller (Huntsville, 16 ottobre 1948) è un politico statunitense, membro della Camera dei Rappresentanti per lo stato della California dal 1999 al 2015.

## Biografia
Nato in Arkansas ma cresciuto in California, dopo gli studi Miller lavorò come imprenditore.
Entrato in politica con il Partito Repubblicano, nel 1992 venne eletto sindaco della città di Diamond Bar. Due anni prima si era candidato infruttuosamente al Senato di stato della California, per il quale tentò l'elezione anche nel 1994, risultando sconfitto anche in questa seconda occasione.
Nel 1995 venne eletto all'interno dell'Assemblea di stato della California, dove rimase per quattro anni.
Nel 1998 si candidò alla Camera dei Rappresentanti e nelle primarie repubblicane affrontò e sconfisse il deputato in carica Jay Kim. A novembre riuscì a sconfiggere anche l'avversaria democratica e approdò così al Congresso, venendo poi rieletto per altri sette mandati negli anni successivi.
Nel 2014 annunciò il suo ritiro dalla politica e lasciò il seggio dopo sedici anni di permanenza.